# Bahuszeusk
Bahuszeusk (biał. Багушэўск, Bahuszeusk; ros. Богушевск, Boguszewsk) – osiedle typu miejskiego na Białorusi w obwodzie witebskim, w rejonie sieneńskim, 60 km od Witebska i 40 km od Orszy; 3,1 tys. mieszkańców (2010).
W południowej części miejscowości znajduje się ośrodek badań nad bronią biologiczną. Zlokalizowana jest tu także placówka opieki nad dziećmi z problemami w rozwoju psychofizycznym oraz stacja kolejowa Bahuszeuskaja, położona na linii Witebsk - Orsza.
W Bahuszeusku w roku 1912 urodził się ambasador ZSRR w PRL w latach 1957–1961 – Piotr Abrasimow.